# New Inside
New Inside é o terceiro álbum de estúdio da cantora norte-americana Tiffany, lançado em 2 de outubro de 1990 pela gravadora MCA Records

## Faixas
1. "New Inside" - 5:35
2. "It's You" - 5:22
3. "A Moment To Rest" - 5:27
4. "Never Run My Moto Down" - 3:58
5. "Here in My Heart" - 4:08
6. "Tiff's Back" - 3:52
7. "Our Love" - 6:01
8. "Life Affair" - 4:07
9. "Back in the Groove" - 4:35
10. "There Could Never" - 7:36

## Singles
- "New Inside" - 28 de agosto de 1990
- "Here in My Heart" - 8 de janeiro de 1991
- "Back in the Groove" - abril de 1991